# Joseph M. Baumgarten
 (août 2024).
Si vous disposez d'ouvrages ou d'articles de référence ou si vous connaissez des sites web de qualité traitant du thème abordé ici, merci de compléter l'article en donnant les références utiles à sa vérifiabilité et en les liant à la section « Notes et références ».
Pour les articles homonymes, voir Baumgarten.
Joseph M. Baumgarten (Vienne, 7 septembre 1928 - Jérusalem, 4 décembre 2008) est un érudit d'origine autrichienne connu pour ses connaissances dans le domaine des textes juridiques juifs de la loi biblique à la loi mishnaïque et notamment les textes juridiques des Manuscrits de la mer Morte. 

## Biographie
Baumgarten émigre aux États-Unis avec sa famille en 1939 à la suite de l'Anschluss, l'occupation allemande de l'Autriche en 1938. En 1950, il est ordonné rabbin à Mesivta Torah Vodaath, une importante yeshiva de Brooklyn. 
Baumgarten commence ses études dans le domaine des mathématiques avec un BA cum laude du Brooklyn College. C'est une rencontre fortuite à Johns Hopkins avec William Foxwell Albright qui l'amène à changer de direction, obtenant finalement un doctorat en études sémitiques en 1954. Sa thèse s'intitule « La secte Covenant et les Esséniens ». De 1952 à 1957, il reste à Johns Hopkins pour enseigner l'araméen. En 1953, il commence sa longue association avec le Baltimore Hebrew College. Il est également rabbin de la Congrégation Bnai Jacob en 1959. Tout au long de sa vie, il est membre du Rabbinical Council of America, une importante organisation de rabbins orthodoxes.
Il est professeur invité au Towson State College (maintenant l'Université de Towson, l'Université du Maryland) et à l'Université du Néguev (maintenant Université Ben Gourion du Néguev) en Israël. Il est également en résidence à l'Israel Institute for Advanced Studies de l'Université hébraïque de Jérusalem en 1990 et à nouveau en 2001. Il est membre de l'Institut Annenberg (maintenant le Katz Center for Advanced Judaic Studies de l'Université de Pennsylvanie) à Philadelphie en 1992-1993.
1953 voit la première de ses publications sur les Manuscrits de la mer Morte. Des essais de la première période de son étude sont rassemblés en 1977, Studies in Qumran Law (Leiden: Brill Publishers, 1977). Sa connaissance des questions juridiques de Qumrân est probablement la raison pour laquelle John Strugnell lui confie la tâche de publier les fragments de la grotte 4 du document de Damas. Son travail sur le Document de Damas amène non seulement ses manuscrits à la publication, mais fournit la base pour le comprendre dans le cadre de l'histoire du judaïsme.
Un festschrift lui est offert en 1995 : Legal Texts and Legal Issues, Actes de la deuxième réunion de l'Organisation internationale pour les études de Qumrân, Cambridge 1995, publié en l'honneur de Joseph M. Baumgarten, édité par M. Bernstein, F. García Martínez, J. Kampen (Leyde : Brill, 1997).

## Ouvrages
- (en) Law in the Dead Sea Scrolls, (Routledge - une empreinte de Taylor & Francis Books Ltd, 2005) (ISBN 0-415-19651-5)
- Grotte de Qumrân 4 Vol. XIII: Le Document de Damas (4Q266-273) , éditeur avec Jozef T. Milik, Stephen Pfann, Ada Yardeni (Oxford : OUP, 1997) (ISBN 0-19-826396-1)
- Grotte de Qumrân 4 Vol. XXXV : Textes halakhiques , éditeur avec Torleif Elgvin, Esther Eshel, Erik Larson, Manfred R. Lehmann (Oxford : OUP, 2000) (ISBN 0-19-827006-2)